# David Cal
David Cal Figueroa (Pontevedra, 10 de octubre de 1982) es un deportista español que compitió en piragüismo en la modalidad de aguas tranquilas, especialista en canoa monoplaza en las distancias de 500 y 1000 m (C1 500 y C1 1000), campeón olímpico en Atenas 2004 y campeón mundial en 2007.
Consiguió en total cinco medallas en tres participaciones en los Juegos Olímpicos: oro y plata en Atenas 2004, dos platas en Pekín 2008 y una plata en Londres 2012. Ganó cinco medallas en el Campeonato Mundial de Piragüismo entre los años 2003 y 2011, y cinco medallas en el Campeonato Europeo de Piragüismo entre los años 2004 y 2012.
En reconocimiento a su carrera deportiva, ha recibido las siguientes condecoraciones: la Gran Cruz de la Real Orden del Mérito Deportivo en el año 2015, la Medalla de Oro de la Real Orden del Mérito Deportivo en 2006 y el Premio Don Felipe de Borbón al mejor deportista español del año 2004. Además, fue finalista al Premio Príncipe de Asturias de los Deportes 2013.

## Biografía
David Cal nació el 10 de octubre de 1982 en el antiguo hospital de Santa Rita de Pontevedra, pero creció en la aldea de Vilariño del municipio pontevedrés de Cangas de Morrazo en Galicia.
Su vida deportiva giraba en torno a su club, el Club de Mar Ría de Aldán, por el que compitió a nivel nacional, pasando por el Centro Gallego de Tecnificación Deportiva (desde los 14 años de edad), en el que trabajó con diferentes entrenadores, hasta conocer a su último entrenador, Jesús Morlán "Suso".
En los Juegos Olímpicos de Atenas 2004 participó en dos pruebas: C1 500 metros y C1 1000 metros. En la prueba de 1000 m se clasificó para la final ganando su eliminatoria con un tiempo de 3:50,091; en la final conquistó la medalla de oro marcando un tiempo de 3:46,201 (52 centésimas más rápido que su rival, el alemán Andreas Dittmer). En los 500 m volvió a ganar la eliminatoria, clasificándose para la final con un tiempo de 1:48,397. En la final de 500 m, Dittmer finalizó 34 centésimas por delante de los 1:46,723 de Cal, dejando a éste con la medalla de plata.
En los Juegos Olímpicos de Pekín 2008 participó en el C1 500 m y el C1 1000 m, ganando en las dos pruebas la medalla de plata. Además fue el abanderado del equipo español en la ceremonia de apertura.
En Londres 2012 ganó su quinta presea olímpica: plata en la prueba de C1 1000 m, siendo superado por el alemán Sebastian Brendel. Se convirtió así en el deportista español con más medallas olímpicas, superando al ciclista de pista Joan Llaneras y a la tenista Arantxa Sánchez Vicario, ambos con cuatro metales.
El 27 de marzo de 2015 anunció su retirada del piragüismo de alta competición. Desde marzo de 2016 trabaja en el Servicio de Deportes de la Universidad Católica de Murcia (UCAM), como técnico de competiciones.

## Palmarés internacional
| Juegos Olímpicos   | Juegos Olímpicos             | Juegos Olímpicos  | Juegos Olímpicos |
| Año                | Lugar                        | Medalla           | Competición      |
| ------------------ | ---------------------------- | ----------------- | ---------------- |
| 2004               | Atenas (Grecia)              | Medalla de plata  | C1 500 m         |
| 2004               | Atenas (Grecia)              | Medalla de oro    | C1 1000 m        |
| 2008               | Pekín (China)                | Medalla de plata  | C1 500 m         |
| 2008               | Pekín (China)                | Medalla de plata  | C1 1000 m        |
| 2012               | Londres (Reino Unido)        | Medalla de plata  | C1 1000 m        |
| Campeonato Mundial |                              |                   |                  |
| Año                | Lugar                        | Medalla           | Competición      |
| 2003               | Gainesville (Estados Unidos) | Medalla de plata  | C1 1000 m        |
| 2005               | Zagreb (Croacia)             | Medalla de plata  | C1 1000 m        |
| 2007               | Duisburgo (Alemania)         | Medalla de oro    | C1 500 m         |
| 2007               | Duisburgo (Alemania)         | Medalla de bronce | C1 1000 m        |
| 2011               | Szeged (Hungría)             | Medalla de plata  | C1 1000 m        |
| Campeonato Europeo |                              |                   |                  |
| Año                | Lugar                        | Medalla           | Competición      |
| 2004               | Poznań (Polonia)             | Medalla de bronce | C1 500 m         |
| 2004               | Poznań (Polonia)             | Medalla de plata  | C1 1000 m        |
| 2007               | Pontevedra (España)          | Medalla de bronce | C1 500 m         |
| 2007               | Pontevedra (España)          | Medalla de bronce | C1 1000 m        |
| 2012               | Zagreb (Croacia)             | Medalla de bronce | C1 500 m         |

## Condecoraciones
| Distinción                                                                        | Año  |
| --------------------------------------------------------------------------------- | ---- |
| Gran Cruz – Real Orden del Mérito Deportivo                                       | 2015 |
| Medalla de oro – Real Orden del Mérito Deportivo                                  | 2006 |
| Galardón                                                                          | Año  |
| Premio Nacional del Deporte Don Felipe de Borbón Mejor deportista español del año | 2004 |